# Jason Hervey
Pour les articles homonymes, voir Hervey.
Jason Hervey est un acteur, producteur et scénariste américain né le 6 avril 1972 à Los Angeles, en Californie (États-Unis).

## Filmographie

### Acteur
Cinéma
- 1983 : Copain, copine (en) (The Buddy System) : Potato
- 1984 : Meatballs Part II : Tommy
- 1984 : Frankenweenie : Frank Dale
- 1985 : Police Academy 2 : Au boulot ! (Police Academy 2: Their First Assignment) : Brat
- 1985 : Retour vers le futur (Back to the Future) : Milton Baines
- 1985 : Pee-Wee Big Adventure (Pee-Wee's Big Adventure) : Kevin Morton
- 1986 : À fond la fac (Back to School) : Young Thornton
- 1987 : The Monster Squad : E. J.
- 1997 : Do me a favor : Andy
- 1999 : The Last Great Ride : Jimmy Murano

Télévision
- 1982 : Daddy, I'm Their Mama Now : Roy Rollins
- 1984 : The Ratings Game : Todd Sweeney
- 1985 : Wildside (série télévisée) : Zeke
- 1986: Le chevalier lumière (Sidekicks): Bobby
- 1986 : Fast Times (série télévisée) : Curtis Spicoli
- 1986 : Little Spies : Clint Westwood
- 1988 : Les Années coup de cœur (The Wonder Years) : Wayne Arnold
- 1994 : Retour vers le passé (Take Me Home Again) : Eddie
- 1995 : Spring Fling! : John
- 1999 : La Double Vie d'Eddie McDowd (100 Deeds for Eddie McDowd) (série télévisée) : Eddie McDowd (#2) (2001-2002) (voix)
- 2005 : I Want to Be a Hilton (série télévisée)

### Producteur
- 1996 : All Pro Sports: Ronnie Lott (vidéo)
- 1996 : All Pro Sports: Rodney Hampton (vidéo)
- 1996 : All Pro Sports - Reggie White (vidéo)
- 1996 : All Pro Sports: Jerry Rice (vidéo)
- 1996 : All Pro Sports: Jeff Jaeger (vidéo)
- 1996 : All Pro Sports: Don Shula (vidéo)
- 1996 : All Pro Sports: Brett Favre (vidéo)
- 1997 : A Day with Officer Pete (vidéo)
- 1998 : WCW/NWO Superstar Series: Diamond Dallas Page - Feel the Bang! (vidéo)
- 1999 : WCW Superstar Series: Ric Flair - The Nature Boy (vidéo)
- 1999 : WCW Superstar Series: Randy Savage - The Man Behind the Madness (vidéo)
- 1999 : WCW Superstar Series: Mayhem (vidéo)
- 1999 : WCW Superstar Series: Kevin Nash - The Outsider! (vidéo)
- 1999 : WCW Superstar Series: Goldberg - Who's Next? (vidéo)
- 1999 : Chowdaheads (série télévisée)
- 1999 : WCW Superstar Series: Hollywood Hogan - Why I Rule the World (vidéo)
- 1999 : WCW Superstar Series: Sting - Back in Black (vidéo)
- 2001 : WCW Superstar Series: Sid Vicious - The Millennium Man (vidéo)
- 2002 : Go for It! (série télévisée)
- 2004 : Sturgis: At Full Throttle (TV)